# Cleora tulbaghata
Cleora tulbaghata är en fjärilsart som beskrevs av Felder 1875. Cleora tulbaghata ingår i släktet Cleora och familjen mätare. Inga underarter finns listade i Catalogue of Life.